# Fünf Heilige Brüder
Die Fünf Heiligen Brüder (Benedikt (* um 980 in Benevent, Italien); Christian (* in Polen); Isaak (* in Polen); Johannes (* um 940 in Venedig); Matthäus (* in Polen) aus dem Kloster Meseritz poln.: Międzyrzecz) wurden in der Nacht vom 10./11. November 1003 bei einem Raubüberfall in der Nähe von Konin ermordet. Sie wurden 1004 heiliggesprochen und werden als erste polnische Märtyrer verehrt.

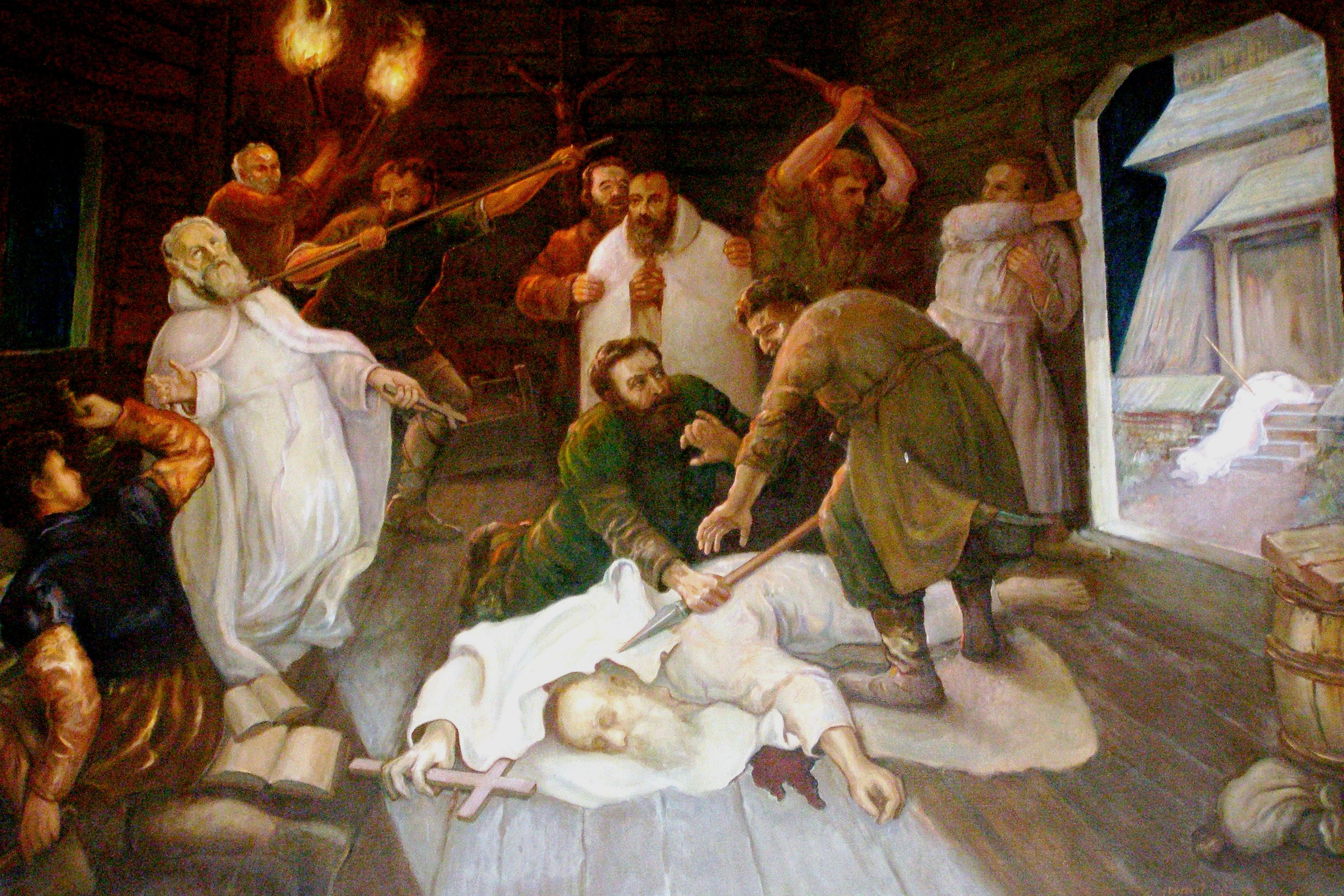
Martyrium der Fünf Heiligen Brüder

## Klostergründung
Im Jahre 1001 bat Herzog Bolesław der Tapfere den deutschen Kaiser Otto III. ein Kloster zu gründen und den Slawen das Wort Gottes zu verkünden. Als Standort wählte er die Einöde nahe Meseritz und stattete es großzügig mit Ländereien aus. Er beauftragte seinen Verwandten Brun von Querfurt mit der Leitung. Auf der Reise nach Rom im gleichen Jahr trafen der Kaiser und Brun mit Benedikt und Johannes zusammen, die sie für ihr Vorhaben begeistern konnten und mit nach Polen nahmen. Die Brüder Isaak und Matthäus, aus einer wohlhabenden Familie stammend, schlossen sich den beiden an. Christian aus einem Dorf in der Nähe kam dazu.

### Benedikt
poln.: Benedykt, auch Benedikt von Pereum (* um 970 in Benevent), aus einem vermögenden Elternhaus stammend, wurde zum Priester geweiht, wählte aber das Leben eines Einsiedlers und lebte in der Nähe von Monte Cassino. Dort lernte er Johannes kennen, mit dem er auf die Insel Pereum zog, um dort in den Sümpfen der Valli di Comacchio nördlich von Ravenna eine Einsiedelei zu gründen. Er traf mit dem Kaiser zusammen und ging als Missionar mit nach Polen.

### Johannes
poln.: Jan (* um 940 in Venedig), aus einer reichen Patrizierfamilie stammend, verließ 978 seine Heimatstadt und ging in ein Kloster in Cuxa in den Pyrenäen. Sein Lehrer wurde dort Romuald, der spätere Ordensgründer der Kamaldulenser. Zurück in Italien lernte er Benedikt kennen und ging mit diesem auf die Insel Pereum, um dort als Einsiedler nach der Regel des heiligen Benedikt als „Kamaldulenser“ zu leben. Zusammen mit Benedikt ging er auf Wunsch Kaiser Ottos III. nach Polen, um den christlich Glauben zu verkünden.

### Isaak und Matthäus
poln.: Izaak und Mateusz (* in Polen), wahrscheinlich ihre ersten Getauften, waren die Brüder Isaak und Matthäus (vielleicht Adelige oder Prinzen). Sie schlossen sich 1002 der Gemeinschaft an. Sie waren für die Missionierung von großer Bedeutung, da sie die Landessprache beherrschten.

### Christian
poln.: Krystyn (* um 980 in Polen), ein junger Mann aus einem Dorf in der näheren Umgebung der klösterlichen Ansiedlung schloss sich der Gemeinschaft an und verrichtete als Laienbruder Hilfsdienste.

## Martyrium

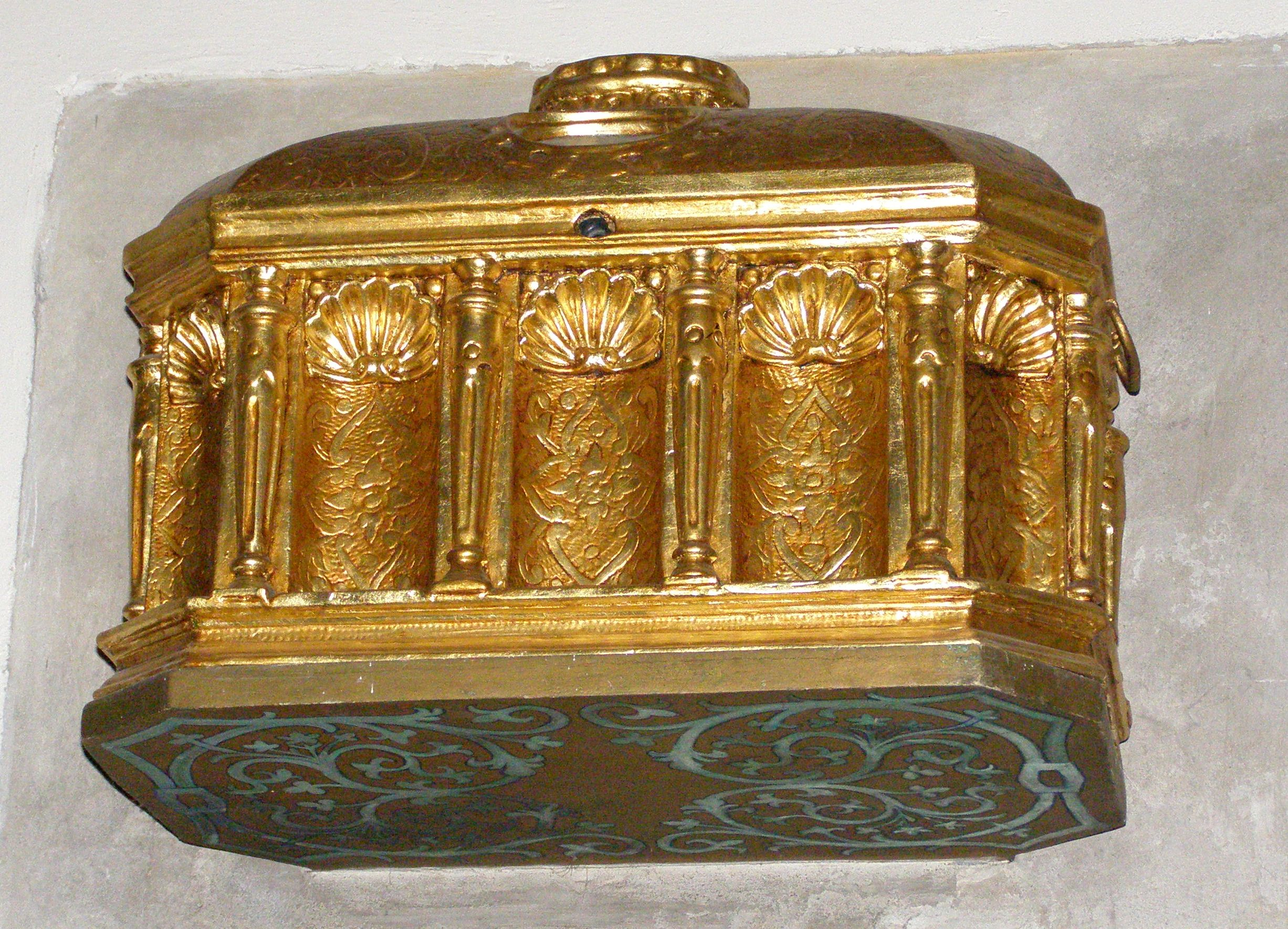
Reliquienschrein

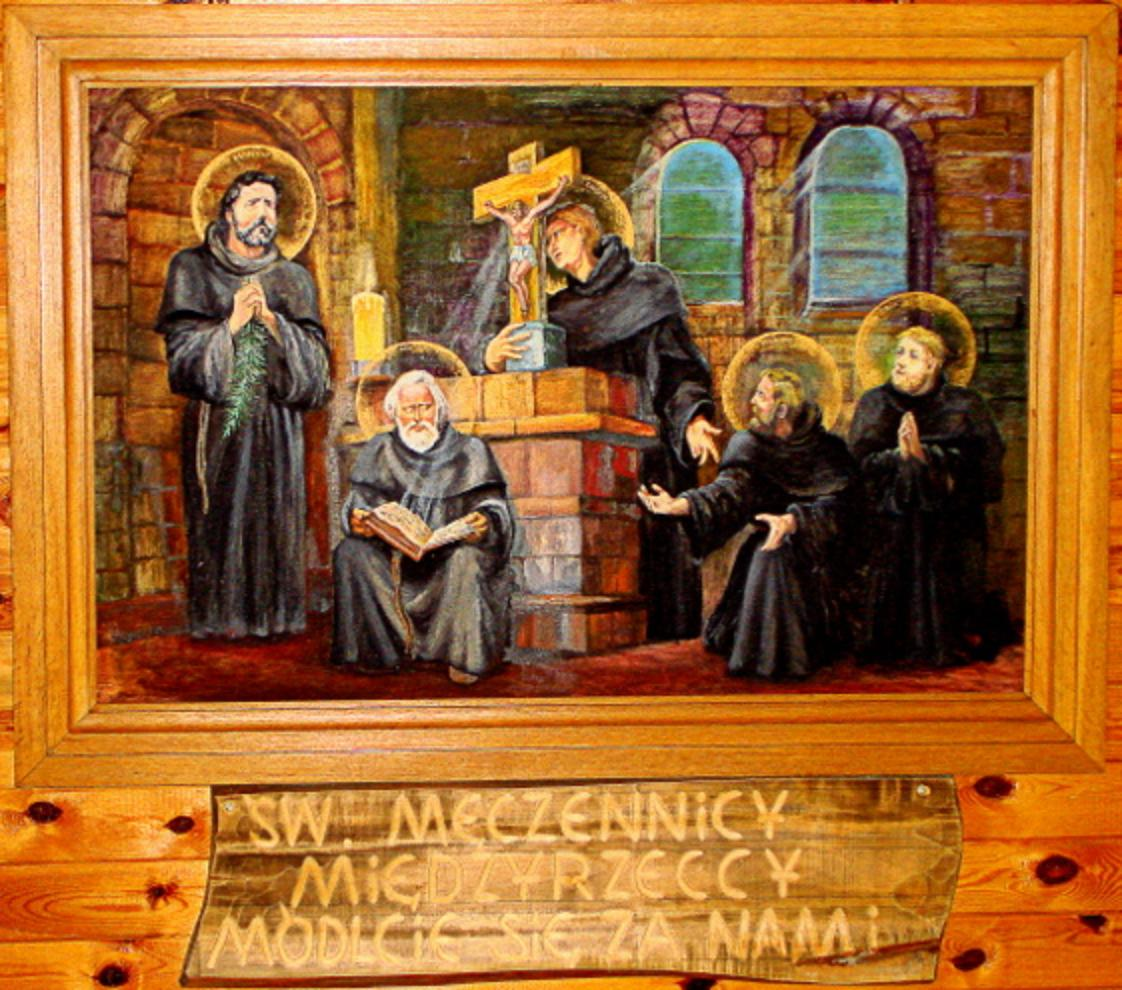
Rokitten, Bistum Zielona Góra-Gorzów

Über ihr Martyrium und Ermordung wird in zwei Legenden berichtet:
Zum einen sollte Benedikt von Boleslaw I., der sich in einem kriegerischen Konflikt mit Ekkehard von Meißen befand, nach Prag gerufen worden sein, um dort zusammen mit dem Italiener Barnabas Silber für den Papst nach Rom zu bringen, als Geschenk und der Bitte, der Papst möge Boleslaw zum König von Polen krönen. Den Auftrag erhielt aber dann Barnabas und Benedikt kehrte in sein Kloster nach Polen zurück. Die Mönche zogen ihrem Mitbruder entgegen und wurden bei Konin von Räubern, die das Silber bei ihnen vermuteten, überfallen und getötet.
Zum anderen soll das Kloster in der Nacht vom 11. auf den 12. November 1003 überfallen worden sein, Benedikt und Johannes wurden in ihren Zellen mit dem Schwert getötet. Isaak wurde in der Zelle nebenan ermordet. Matthäus wurde von Speeren durchbohrt, als er sich in die Kirche retten wollte. Christian wollte das Kloster verteidigen und wurde ebenfalls umgebracht, er ist in der Nähe des Heiligtums aufgehängt worden.
Von Papst Johannes XVIII. wurden die Märtyrer von Międzyrzecz im Jahre 1003 heiliggesprochen.
In der Ikonographie werden sie im weißen Habit der Kamaldulenser dargestellt, ihr Attribut ist das Rad der Folter.
Sie sind die Patrone des Bistums Zielona Góra-Gorzów. Auch im Bistum Włocławek werden die ersten polnischen Märtyrer besonders verehrt.